# Währing
Währing () è il diciottesimo distretto di Vienna, in Austria ed è situato subito a nord del nono distretto, oltre al Gürtel, la principale arteria di traffico cittadina. Il distretto è formato dai precedenti villaggi indipendenti di Währing, Weinhaus, Gersthof e Pötzleinsdorf.

## Politica

### Presidenti del distretto
| Presidenti dal 1945        | Presidenti dal 1945 |
| -------------------------- | ------------------- |
| Alois Pühringer (KPÖ)      | 4/1945-7/1945       |
| Rudolf Sigmund (SPÖ)       | 7/1945-1946         |
| Friedrich Holomek (ÖVP)    | 1946-1959           |
| Viktor Leo Gräf (ÖVP)      | 1959-1969           |
| Hans Hemmelmayer (ÖVP)     | 1969-1984           |
| Leopold Traindl (ÖVP)      | 1984-1990           |
| Karl Homole (ÖVP)          | 1990-2015           |
| Silvia Nossek (Die Grünen) | 2015-               |